# Hexatoma (Eriocera) orbiculata
Hexatoma (Eriocera) orbiculata is een tweevleugelige uit de familie steltmuggen (Limoniidae). De soort komt voor in het Oriëntaals gebied.